# Kärnan
För andra betydelser, se Kärnan (olika betydelser).

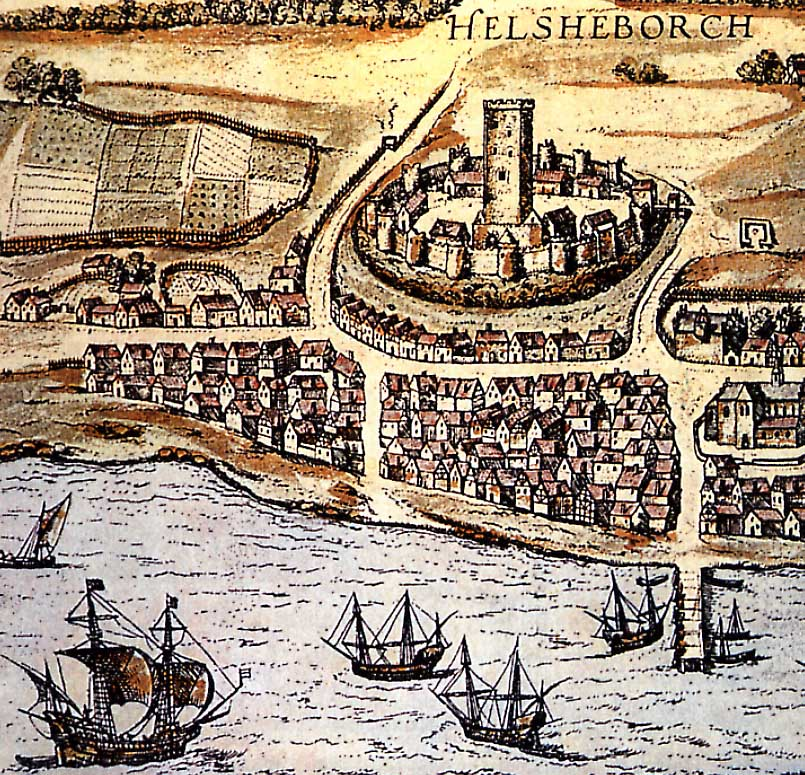
Helsingborgs slott och Kärnan på 1580-talet.

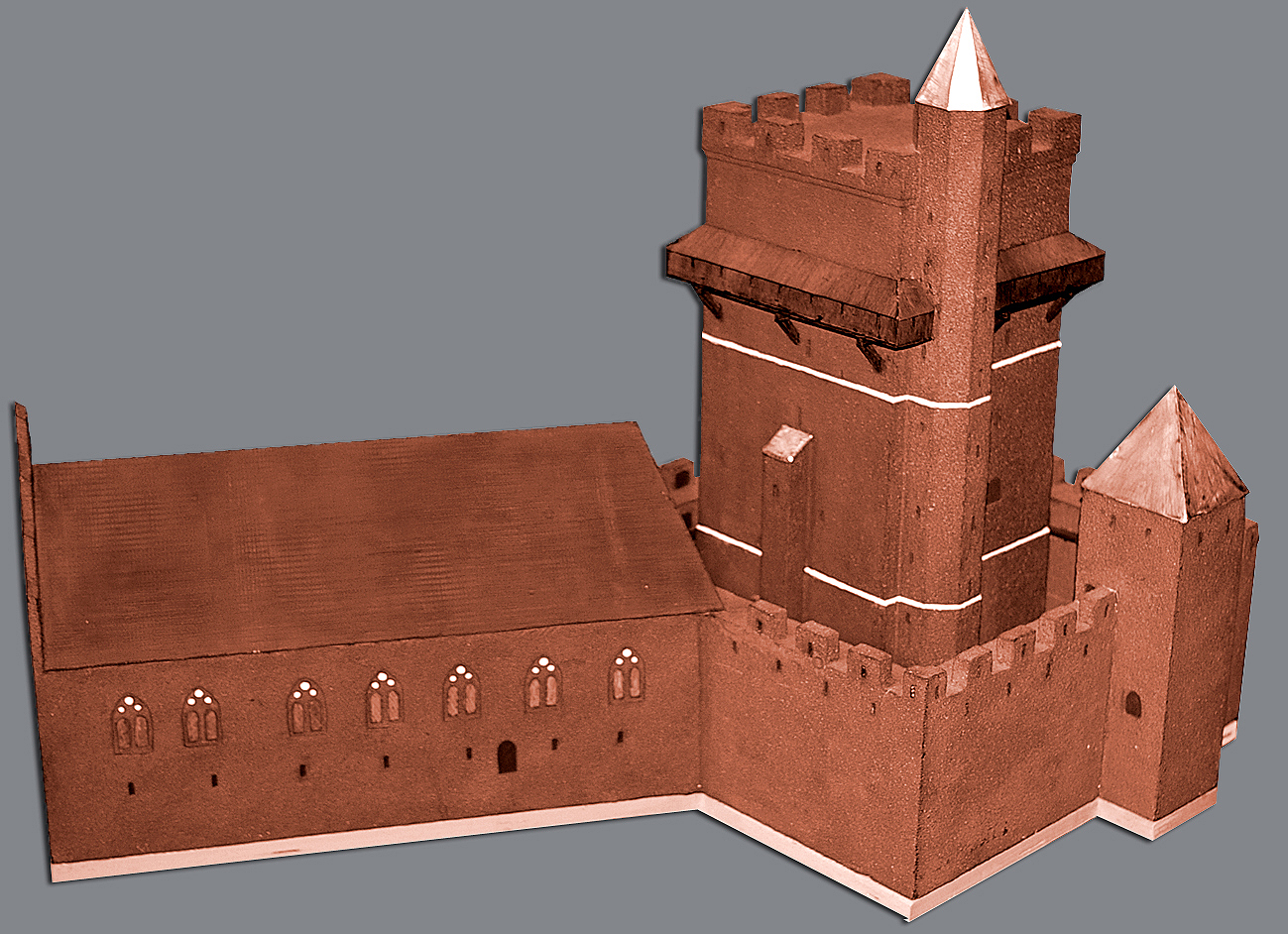
Helsingborgs slott i början av 1300-talet. Rekonstruktion: Sven Rosborn.

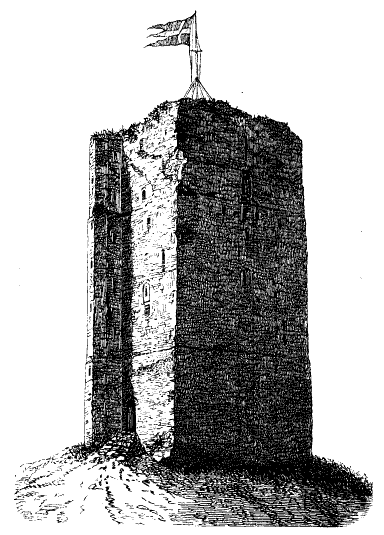
Kärnan som ruin före restaureringen 1893–1894.

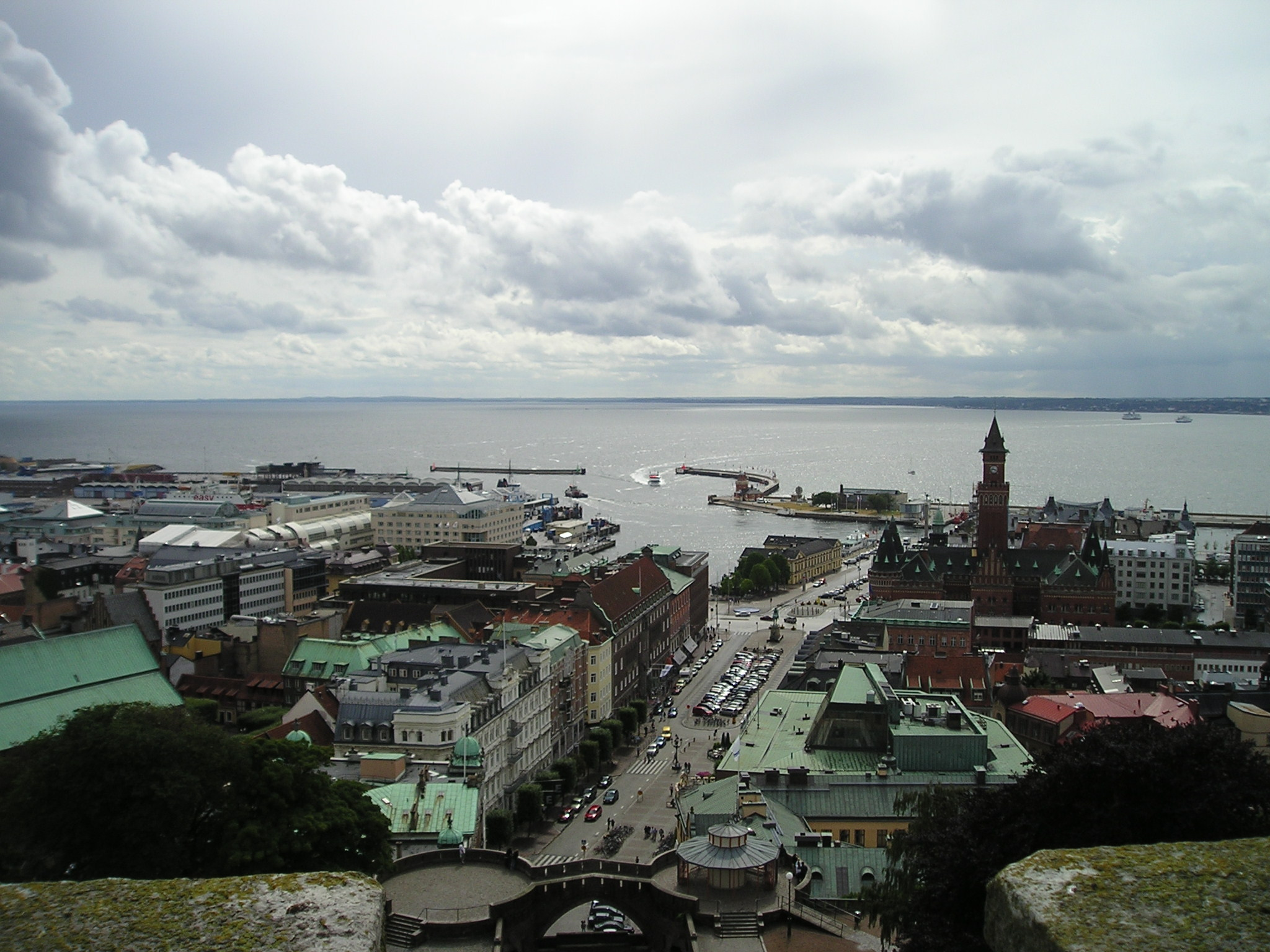
Utsikt mot hamnen från Kärnan.

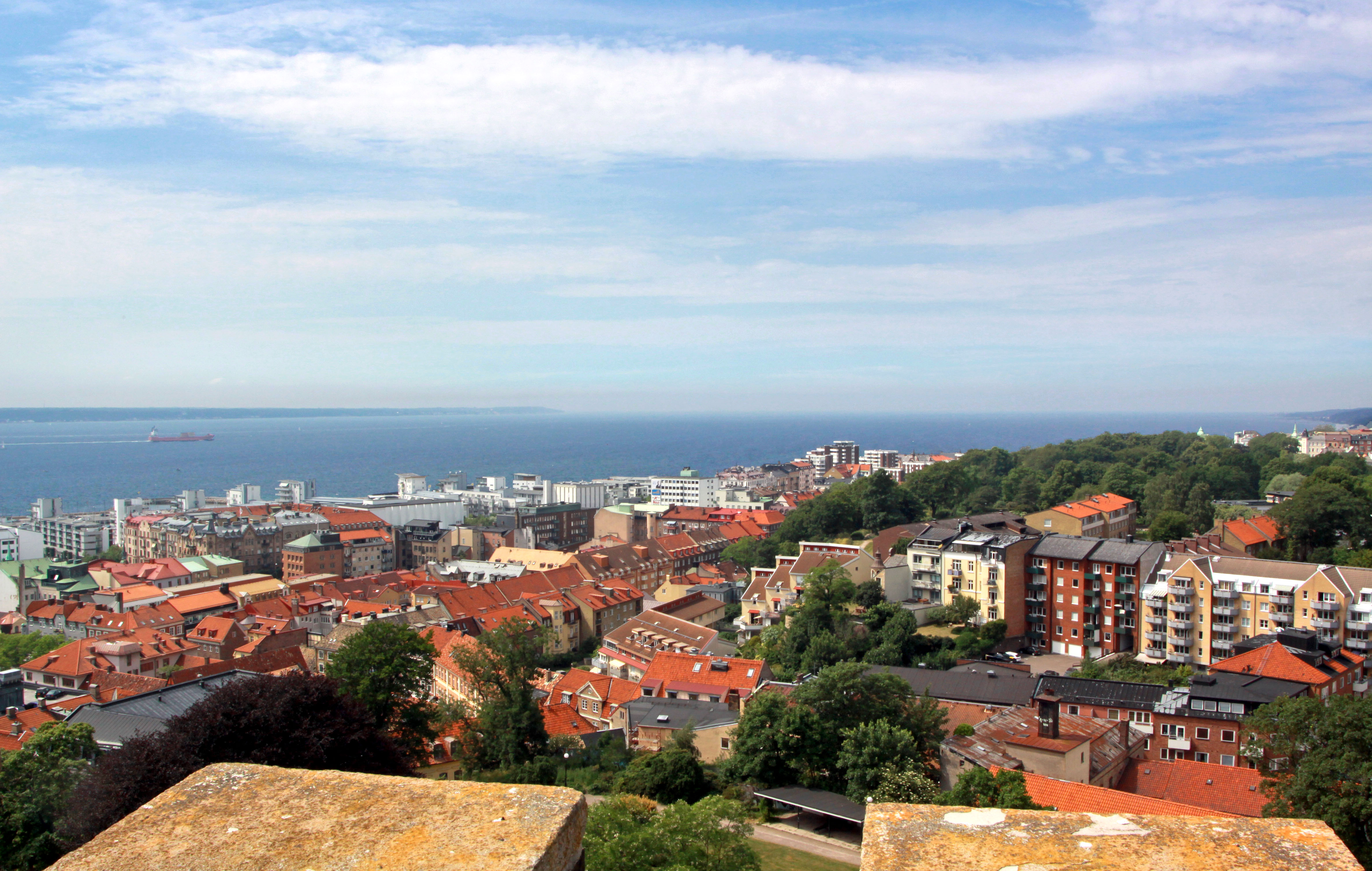
Utsikt mot Öresund norröver från Kärnan.

Kärnan är ett torn som är den enda kvarstående byggnaden av det medeltida Helsingborgs slott.
Dendrokronologisk datering har visat att Kärnan byggdes på 1310-talet, då Erik Menved var kung i Danmark. Tornet är 35 meter högt (den sammanbyggda trappturellen – trapptornet – är 38,5 meter högt) och ligger i sin tur på landborgen. Vid klart väder så kan man tydligt se Turning Torso och Öresundsbron från kikarna på Kärnans topp.
Byggnaden var ursprungligen ett befäst bostadstorn med 8 våningar som förbands med varandra genom en spiraltrappa. I de nedtill 4,5 meter tjocka murarna finns i varje våning inbyggda tornkamrar som är försedda med smala skottgluggar. Tornet har varit omgivet av en ringmur.

## Vikingatida fäste
Den tyske magistern Adam av Bremen berättar omkring år 1070, att det finns många överfarter från Själland till Skåne men den kortaste var vid Helsingborg. Han påpekar också att trakten omkring var ett omtyckt tillhåll för sjörövare. Helsingborgs betydelse som kommunikationsort i Danmark kan man även se av att många betydelsefulla landsvägar strålar samman bland annat från den svenska gränsen i norr och de danska ärkebiskoparnas stad Lund i söder.
Helsingborg omtalas redan 1085 som stad. Själva ordet visar att här legat en borg. Vid utgrävningar på den forna Clemenskyrkans kyrkogård har påträffats rester efter en vallgrav som tolkats som att den ingått i en så kallad trelleborg, det vill säga en rund vikingaborg med jordvallar, träbeklädnad och framförliggande torrgrav. Dessa borgar uppfördes av Harald Blåtand cirka 980.

## Danmarks viktigaste borg
På 1100-talet byggdes en tornborg av sandsten på platsen. Detta torn förstärktes sedan. Genom ett påbyggt yttre skal fick tornet en kvadratisk planform. Fortfarande kan man se grundmurarna till dessa två, efter varandra existerande torn markerade i marken strax invid trappan till det nuvarande tornet.
På 1310-talet beslöt kung Erik Menved att uppföra ett nytt torn. Av dagtecknade kungliga brev ser man att kungen under denna tid ofta vistades i Helsingborg. Det var också här som han 1296 hade firat sitt bröllop. Centrum i den nya borgen blev det mäktiga centraltornet som i de övre våningarna inrättades till kunglig bostad med privat kapell. Entrén till den kungliga våningen gjordes genom en vindbrygga vilken från tredje våningen ledde över till den kraftiga mantelmur som omgivit hela tornet.
Mantelmuren var placerad på endast fyra meters avstånd från själva tornet. Muren hade skyttegångar i tre våningar. Ett trapptorn i muren har förmedlat kontakt, dels med kungsvåningen men också med tornets bottenvåning.
Via mantelmuren har kungen också haft direkt tillträde till den stora salsbyggnad i flera våningar som legat sammanbunden med mantelmuren. Ett liknande bostadstorn och hallbyggnad, dock utan mantelmur, finns i norska Bergenhus. Magnustornet i denna borg uppfördes i slutet av 1200-talet.
Det nya bostadstornet i Helsingborg uppfördes av tegel. Äldre forskning ansåg att det var uppfört först i slutet av 1300-talet men dendrodateringar av originalbjälkarna visar att golvtimret i de två lägst liggande våningarna höggs åren 1315–1316 respektive 1316–1317.
Själva borgtornskomplexet med mantelmur och hallbyggnad omgavs av en rund tegelmur på ca 500 meters omkrets med 14 halvrunda försvarstorn. Här fanns också en rundkyrka placerad i muren vilket antyder att denna ringmur var uppförd redan i början av 1200-talet. Strax utanför ringmuren gick en vallgrav som på sina ställen var så djup som 15 meter. I söder låg ett porttorn med vindbrygga. Muren ses avbildad på kopparstick från 1580-talet.
Helsingborgs borg blev ett av Danmarks viktigaste fästen, om inte det allra viktigaste, och en värdefull bricka i maktkampen i norra Europa. På Kärnan har många danska kungar härskat; bland andra Kristofer av Bayern som också avled här 1448. Till Helsingborg kallade kungen "rigets bedste mænd" till danehof (riksmöte) på Kärnan 1283 liksom flera gånger i början av 1300-talet. Vid mitten av detta århundrade blev istället så kallad herredagar Danmarks högsta beslutande församling och även dessa avhölls vid flera tillfällen i Helsingborg.

## Öresundstullen
Kärnan spelade tillsammans med Kronborg en viktig roll för Öresundstullen. Varje utländskt skepp som passerade en linje mellan Helsingborg och Helsingör skulle betala en tullavgift. Jon Jensen Kolding skrev till exempel i sin Danmarksbeskrivning 1594 om Kronborg och Kärnan: "På båda sidor av Sundet finns en väldig mängd krigsmaskiner, vilka uppförts där till skräck och varnagel för fartyg som försöker smita förbi sundstullen".

## I svensk ägo – slottet rivs
Vid freden i Roskilde 1658 miste Danmark Helsingborg och Kärnan tillsammans med resten av Skåneland till Sverige. Vid den tidpunkten var Ove Gjedde, grundaren av den danska kolonin Trankebar på Indiens sydöstra kust, lensmand på Kärnan.
När danske kungen Kristian V inledde skånska kriget i ett försök att återta de gamla östdanska landsdelarna lät man hissa en gigantisk Dannebrog (17 meter lång och 7 meter bred) för att visa omvärlden att Skåneland äntligen kommit tillbaka till sitt gamla fädernesland. Helsingborgs väldiga Dannebrog kan idag beskådas som krigsbyte på Armémuseum i Stockholm.
Efter kriget beordrade svenske kungen Karl XI att fästningen i staden skulle demoleras. Grunden till detta var att Helsingborg hade förlorat mycket av sin militärstrategiska betydelse i Skånelandskapen, vilket tagits över av Kristianstad. Då Helsingborgs slott var relativt lätt att inta kunde en invasionshär använda det som bas för invasionen. Därför rev man alla försvar så att en invasionshär blev oskyddad. Efter ett år var den helt jämnad med marken. Det enda som sparades åt eftervärlden var det gamla medeltidstornet Kärnan. Anledningen till detta var att tornet skulle fungera som landmärke för sjöfarten och att man skulle kunna hissa en enorm svensk flagga så högt som möjligt över Helsingborg, för att visa omvärlden att staden och Skåneland för ”evinnerlig tid” hörde till konungariket Sverige. Alla skepp i Öresund som passerade Helsingborg var skyldiga att hälsa den svenska flaggan på Kärnan med kanonsalut.

## Restaurering
1741 skänktes tornet av regeringen till Helsingborgs stad.
Kärnan stod som ruin och förföll i 200 år, men blev restaurerad åren 1893–1894, efter påtryckningar från konsul Oscar Trapp. Arkitekt för restaureringen var Alfred Hellerström. Syftet med restaureringen var att i så hög grad som möjligt återställa det utseende Kärnan hade på den äldsta kända medeltida illustrationen. Vid restaureringen tillfördes ett högre trapptorn än det ursprungliga samt krenelerade murkrön. Restaurationen blev startskottet för en omfattande omdaning av ett större område runt Kärnan; framför tornet anlades under åren 1899–1903 Terrasstrapporna (Konung Oscar II:s terrass).
1932 genomfördes en konservering av tornmanteln.